# Liga Europa da UEFA de 2018–19 – Fase de Grupos
A Fase de Grupos da Liga Europa da UEFA de 2018–19 será disputada entre 20 de setembro até 13 de dezembro de 2018. Um total de 48 equipes vão competir nesta fase. Os vencedores e segundos colocados de cada grupo avançarão à fase seguinte.

## Sorteio
O sorteio para a fase de grupos foi realizado em Mônaco no dia 31 de agosto de 2018.
A fase de grupos conta com 48 times: 17 equipes que entram nesta fase, os 21 vencedores da rodada play-off, os seis perdedores dos play-offs da Liga dos Campeões da UEFA de 2018–19 e os quatro perdedores do caminho da Liga na Terceira pré-eliminatória da Liga dos Campeões da UEFA de 2018–19.
Eles foram distribuídos em 12 grupos de 4 times cada. Os times se enfrentam em partidas de ida e volta dentro dos seus grupos e os dois primeiros se classificam para a fase dezesseis-avos de final, onde eles se juntarão os oito terceiros classificados da fase de grupos da Liga dos Campeões da UEFA de 2018–19. As 48 equipes foram divididas em quatro potes com base no Coeficiente de Clubes da UEFA, com a restrição que as equipes do mesmo país não podem ser tiradas uns contra os outros.
Em cada grupo, as equipes jogam entre si em duelos em casa e fora. Os jogos serão nos dias 20 de setembro, 4 de outubro, 25 de outubro, 8 de novembro, 29 de novembro e 13 de dezembro de 2018.
| Pote 1            | Coef.   |
| ----------------- | ------- |
| Sevilla           | 113.000 |
| Arsenal           | 93.000  |
| Chelsea           | 82.000  |
| Zenit             | 78.000  |
| Bayer Leverkusen  | 66.000  |
| Dínamo de Kiev    | 62.000  |
| Beşiktaş          | 57.000  |
| Red Bull Salzburg | 55.500  |
| Olympiacos        | 54.000  |
| Villarreal        | 52.000  |
| Anderlecht        | 48.000  |
| Lazio             | 41.000  |

| Pote 2                 | Coef.  |
| ---------------------- | ------ |
| Sporting               | 40.000 |
| Ludogorets             | 37.000 |
| København              | 34.000 |
| Olympique de Marseille | 32.000 |
| Celtic                 | 31.000 |
| PAOK                   | 29.500 |
| Milan                  | 28.000 |
| Genk                   | 27.000 |
| Fenerbahçe             | 23.500 |
| Krasnodar              | 23.500 |
| Astana                 | 21.750 |
| Rapid Viena            | 21.500 |

| Pote 3              | Coef.  |
| ------------------- | ------ |
| Betis               | 21.399 |
| Qarabağ             | 20.500 |
| BATE Borisov        | 20.500 |
| Dínamo Zagreb       | 17.500 |
| RB Leipzig          | 17.000 |
| Eintracht Frankfurt | 14.285 |
| Malmö               | 14.000 |
| Spartak Moscou      | 13.500 |
| Standard de Liège   | 12.500 |
| Zurique             | 12.000 |
| Bordeaux            | 11.283 |
| Rennes              | 11.283 |

| Pote 4               | Coef.  |
| -------------------- | ------ |
| Apollon Limassol     | 10.000 |
| Rosenborg            | 9.000  |
| Vorskla Poltava      | 8.226  |
| Slavia Praga         | 7.500  |
| Akhisar Belediyespor | 7.160  |
| Jablonec             | 6.035  |
| AEK Larnaca          | 4.310  |
| MOL Vidi             | 4.250  |
| Rangers              | 3.725  |
| F91 Dudelange        | 3.500  |
| Spartak Trnava       | 3.500  |
| Sarpsborg 08         | 3.485  |

## Critérios de desempate
Se duas ou mais equipes terminarem iguais em pontos no final dos jogos do grupo, os seguintes critérios serão aplicados para determinar o ranking (em ordem 
decrescente):
1. maior número de pontos obtidos nos jogos entre as equipes em questão;
2. saldo de gols superior dos jogos disputados entre as equipes em questão;
3. maior número de gols marcados nos jogos disputados entre as equipes em questão;
4. maior número de gols marcados fora de casa nos jogos disputados entre as equipes em questão;
5. se, após a aplicação dos critérios de 1) a 4) para várias equipes, duas equipes ainda têm um ranking igual, os critérios de 1) a 4) serão reaplicados para determinar o ranking destas equipes;
6. saldo de gols de todos os jogos disputados no grupo;
7. maior número de gols marcados em todos os jogos disputados no grupo;
8. maior número de gols marcados fora de casa em todos os jogos disputados no grupo;
9. maior número de vitórias em todos os jogos disputados no grupo;
10. maior número de vitórias fora de casa em todos os jogos disputados no grupo;
11. pontos disciplinares (cartão vermelho = 3 pontos, cartão amarelo = 1 ponto, expulsão por dois cartões amarelos em um jogo = 3 pontos);
12. Coeficiente de Clubes da UEFA.

## Grupos
Os vencedores e os segundos classificados do grupo avançam para a fase dezesseis-avos de final. Todas as partidas seguem o fuso horário da Europa Central (UTC+1).
| Legenda                                 |
| Equipes classificadas para a fase final |
| Equipes eliminadas                      |

#### Grupo A
| Pos. | Equipe             | Pts | J | V | E | D | GP | GC | SG |
| ---- | ------------------ | --- | - | - | - | - | -- | -- | -- |
| 1    | Bayer Leverkusen   | 13  | 6 | 4 | 1 | 1 | 16 | 9  | +7 |
| 2    | Zürich             | 10  | 6 | 3 | 1 | 2 | 7  | 6  | +1 |
| 3    | AEK Larnaca        | 5   | 6 | 1 | 2 | 3 | 6  | 12 | -6 |
| 4    | Ludogorets Razgrad | 4   | 6 | 0 | 4 | 2 | 5  | 7  | -2 |

|                    | BL  | LUD | FCZ | LAR |
| ------------------ | --- | --- | --- | --- |
| Bayer Leverkusen   |     | 1–1 | 1–0 | 4–2 |
| Ludogorets Razgrad | 2–3 |     | 1–1 | 0–0 |
| Zürich             | 3–2 | 1–0 |     | 1–2 |
| AEK Larnaca        | 1–5 | 1–1 | 0–1 |     |

| 20 de setembro de 2018 | Ludogorets Razgrad         | 2 – 3     | Bayer Leverkusen              | Ludogorets Arena, Razgrad                   |
| 16:00                  | Keșerü 8' · Marcelinho 31' | Relatório | 38', 69' Havertz · 63' Thelin | Público: 8 240 Árbitro: ITA Paolo Mazzoleni |

| Ludogorets | Bayer Leverk. |

| 20 de setembro de 2018 | AEK Larnaca | 0 – 1     | Zürich            | Estádio GSP, Nicósia                        |
| 16:00                  |             | Relatório | 61' (pen) Kololli | Público: 3 173 Árbitro: BEL Jonathan Lardot |

| AEK Larnaca | Zürich |

| 4 de outubro de 2018 | Zürich      | 1 – 0     | Ludogorets Razgrad | Estádio Letzigrund, Zurique                       |
| 13:55                | Pálsson 84' | Relatório |                    | Público: 7 092 Árbitro: ESP Juan Martinez Munuera |

| Zürich | Ludogorets |

| 4 de outubro de 2018 | Bayer Leverkusen                             | 4 – 2     | AEK Larnaca                    | BayArena, Leverkusen                           |
| 13:55                | Havertz 44' · Alario 49', 88' · Brandt 90+2' | Relatório | 25' Trichkovski · 90+1' Raspas | Público: 23 354 Árbitro: UKR Yevhen Aranovskiy |

| Bayer Leverk. | AEK Larnaca |

| 25 de outubro de 2018 | Zürich                                   | 3 – 2     | Bayer Leverkusen   | Estádio Letzigrund, Zurique                 |
| 13:55                 | Marchesano 44' · Domgjoni 59' · Odey 78' | Relatório | 50', 54' Bellarabi | Público: 12 427 Árbitro: AZE Aliyar Aghayev |

| Zürich | Bayer Leverk. |

| 25 de outubro de 2018 | AEK Larnaca      | 1 – 1     | Ludogorets Razgrad | Estádio GSP, Nicósia                    |
| 13:55                 | Larena 25' (pen) | Relatório | 7' Lukoki          | Público: 2 631 Árbitro: ALB Enea Jorgji |

| AEK Larnaca | Ludogorets |

| 8 de novembro de 2018 | Bayer Leverkusen | 1 – 0     | Zürich | BayArena, Leverkusen                   |
| 18:00                 | Jedvaj 60'       | Relatório |        | Público: 16 179 Árbitro: POL Pawel Gil |

| Bayer Leverk. | Zürich |

| 8 de novembro de 2018 | Ludogorets Razgrad | 0 – 0     | AEK Larnaca | Ludogorets Arena, Razgrad                     |
| 18:00                 |                    | Relatório |             | Público: 4 520 Árbitro: NOR Ola Hobber Nilsen |

| Ludogorets | AEK Larnaca |

| 29 de novembro de 2018 | Zürich      | 1 – 2     | AEK Larnaca                   | Estádio Letzigrund, Zurique               |
| 15:55                  | Khelifi 74' | Relatório | 38' Giannou · 85' Trichkovski | Público: 6 107 Árbitro: RUS Aleksei Eskov |

| Zürich | AEK Larnaca |

| 29 de novembro de 2018 | Bayer Leverkusen | 1 – 1     | Ludogorets Razgrad | BayArena, Leverkusen                       |
| 15:55                  | Weiser 85'       | Relatório | 69' Marcelinho     | Público: 16 066 Árbitro: NED Dennis Higler |

| Bayer Leverk. | Ludogorets |

| 13 de dezembro de 2018 | AEK Larnaca | 1 – 5     | Bayer Leverkusen                                     | Estádio GSP, Nicósia                          |
| 18:00                  | Català 26'  | Relatório | 28', 68' Kohr · 41' (pen), 86' Alario · 78' Paulinho | Público: 1 584 Árbitro: FRA François Letexier |

| AEK Larnaca | Bayer Leverk. |

| 13 de dezembro de 2018 | Ludogorets Razgrad | 1 – 1     | Zürich                    | Ludogorets Arena, Razgrad                   |
| 18:00                  | Świerczok 45+1'    | Relatório | 21' (g.c.) Rafael Forster | Público: 2 150 Árbitro: RUS Kirill Levnikov |

| Ludogorets | Zürich |

#### Grupo B
| Pos. | Equipe            | Pts | J | V | E | D | GP | GC | SG  |
| ---- | ----------------- | --- | - | - | - | - | -- | -- | --- |
| 1    | Red Bull Salzburg | 18  | 6 | 6 | 0 | 0 | 17 | 6  | +11 |
| 2    | Celtic            | 9   | 6 | 3 | 0 | 1 | 6  | 8  | -2  |
| 3    | RB Leipzig        | 7   | 6 | 2 | 1 | 3 | 9  | 8  | +1  |
| 4    | Rosenborg         | 1   | 6 | 0 | 1 | 5 | 4  | 14 | -10 |

|                   | SBG | CEL | LEI | RBK |
| ----------------- | --- | --- | --- | --- |
| Red Bull Salzburg |     | 3–1 | 1–0 | 3–0 |
| Celtic            | 1–2 |     | 2–1 | 1–0 |
| RB Leipzig        | 2–3 | 2–0 |     | 1–1 |
| Rosenborg         | 2–5 | 0–1 | 1–3 |     |

Notas:

| 20 de setembro de 2018 | RB Leipzig               | 2 – 3     | Red Bull Salzburg                          | Red Bull Arena, Leipzig                     |
| 16:00                  | Laimer 70' · Poulsen 82' | Relatório | 20' Dabbur · 22' Haidara · 89' Gulbrandsen | Público: 24 057 Árbitro: SWE Andreas Ekberg |

| RB Leipzig | RB Salzburg |

| 20 de setembro de 2018 | Celtic        | 1 – 0     | Rosenborg | Celtic Park, Glasgow                   |
| 16:00                  | Griffiths 87' | Relatório |           | Público: 47 287 Árbitro: POL Paweł Gil |

| Celtic | Rosenborg |

| 4 de outubro de 2018 | Red Bull Salzburg                    | 3 – 1     | Celtic     | Red Bull Arena, Salzburgo                 |
| 13:55                | Dabbur 55', 73' (pen) · Minamino 61' | Relatório | 2' Édouard | Público: 24 085 Árbitro: UKR Serhiy Boiko |

| RB Salzburg | Celtic |

| 4 de outubro de 2018 | Rosenborg  | 1 – 3     | RB Leipzig                                    | Lerkendal Stadion, Trondheim             |
| 13:55                | Jebali 79' | Relatório | 12' Augustin · 54' Konaté · 61' Matheus Cunha | Público: 11 484 Árbitro: ITA Marco Guida |

| Rosenborg | RB Leipzig |

| 25 de outubro de 2018 | Red Bull Salzburg                | 3 – 0     | Rosenborg | Red Bull Arena, Salzburgo                 |
| 13:55                 | Dabbur 34', 59' (pen) · Wolf 53' | Relatório |           | Público: 20 639 Árbitro: BIH Irfan Peljto |

| RB Salzburg | Rosenborg |

| 25 de outubro de 2018 | RB Leipzig                    | 2 – 0     | Celtic | Red Bull Arena, Leipzig                     |
| 13:55                 | Matheus Cunha 31' · Bruma 35' | Relatório |        | Público: 38 126 Árbitro: CZE Pavel Královec |

| RB Leipzig | Celtic |

#### Grupo C
| Pos. | Equipe       | Pts | J | V | E | D | GP | GC | SG |
| ---- | ------------ | --- | - | - | - | - | -- | -- | -- |
| 1    | Zenit        | 11  | 6 | 3 | 2 | 1 | 6  | 5  | +1 |
| 2    | Slavia Praha | 10  | 6 | 3 | 1 | 2 | 4  | 3  | +1 |
| 3    | Bordeaux     | 7   | 6 | 2 | 1 | 3 | 6  | 6  | 0  |
| 4    | København    | 5   | 6 | 1 | 2 | 3 | 3  | 5  | -2 |

|              | ZEN | KØB | BOR | SLP |
| ------------ | --- | --- | --- | --- |
| Zenit        |     | 1–0 | 2–1 | 1–0 |
| København    | 1–1 |     | 0–1 | 0–1 |
| Bordeaux     | 1–1 | 1–2 |     | 2–0 |
| Slavia Praha | 2–0 | 1–0 | 0–0 |     |

Notas:

| 20 de setembro de 2018 | København    | 1 – 1     | Zenit   | Estádio Parken, Copenhague                  |
| 16:00                  | Sotiriou 63' | Relatório | 44' Mak | Público: 19 005 Árbitro: BUL Georgi Kabakov |

| Copenhague | Zenit |

| 20 de setembro de 2018 | Slavia Praha | 1 – 0     | Bordeaux | Eden Arena, Praga                        |
| 16:00                  | Zmrhal 35'   | Relatório |          | Público: 16 548 Árbitro: NED Bas Nijhuis |

| Slavia Praga | Bordeaux |

| 4 de outubro de 2018 | Bordeaux     | 1 – 2     | København                 | Stade Matmut Atlantique, Bordeaux             |
| 13:55                | Sankharé 84' | Relatório | 42' Sotiriou · 90+2' Skov | Público: 11 860 Árbitro: ISR Roi Reinshreiber |

| Bordeaux | Copenhague |

| 4 de outubro de 2018 | Zenit       | 1 – 0     | Slavia Praha | Estádio Krestovsky, São Petersburgo        |
| 13:55                | Kokorin 80' | Relatório |              | Público: 45 408 Árbitro: TUR Hüseyin Göçek |

| Zenit | Slavia Praga |

| 25 de outubro de 2018 | Zenit                    | 2 – 1     | Bordeaux   | Estádio Krestovsky, São Petersburgo |
| 13:55                 | Dzyuba 41' · Kuzyaev 85' | Relatório | 26' Briand | Árbitro: GER Felix Brych            |

| Zenit | Bordeaux |

| 25 de outubro de 2018 | København | 0 – 1     | Slavia Praha | Estádio Parken, Copenhague |
| 13:55                 |           | Relatório | 46' Matoušek | Árbitro: ITA Luca Banti    |

| Copenhague | Slavia Praga |

#### Grupo D
| Pos. | Equipe         | Pts | J | V | E | D | GP | GC | SG |
| ---- | -------------- | --- | - | - | - | - | -- | -- | -- |
| 1    | Dínamo Zagreb  | 14  | 6 | 4 | 2 | 0 | 11 | 3  | +8 |
| 2    | Fenerbahçe     | 8   | 6 | 2 | 2 | 2 | 7  | 7  | 0  |
| 3    | Spartak Trnava | 7   | 6 | 2 | 1 | 3 | 4  | 7  | -3 |
| 4    | Anderlecht     | 3   | 6 | 0 | 3 | 3 | 2  | 7  | -5 |

|                | AND | FEN | DZ  | TRN |
| -------------- | --- | --- | --- | --- |
| Anderlecht     |     | 2–2 | 0–2 | 0–0 |
| Fenerbahçe     | 2–0 |     | 0–0 | 2–0 |
| Dínamo Zagreb  | 0–0 | 4–1 |     | 3–1 |
| Spartak Trnava | 1–0 | 1–0 | 1–2 |     |

Notas:

| 20 de setembro de 2018 | Spartak Trnava | 1 – 0     | Anderlecht | Štadión Antona Malatinského, Trnava       |
| 16:00                  | Oravec 79'     | Relatório |            | Público: 17 114 Árbitro: SCO Kevin Clancy |

| Spartak T. | Anderlecht |

| 20 de setembro de 2018 | Dínamo Zagreb                             | 4 – 1     | Fenerbahçe     | Estádio Maksimir, Zagreb                  |
| 16:00                  | Šunjić 16' · Hajrović 27', 57' · Olmo 60' | Relatório | 47' Neustädter | Público: 17 303 Árbitro: ENG Craig Pawson |

| Dinamo Z. | Fenerbahçe |

| 4 de outubro de 2018 | Fenerbahçe       | 2 – 0     | Spartak Trnava | Estádio Şükrü Saraçoğlu, Istambul        |
| 13:55                | Slimani 52', 69' | Relatório |                | Público: 29 622 Árbitro: GER Tobias Welz |

| Fenerbahçe | Spartak T. |

| 4 de outubro de 2018 | Anderlecht | 0 – 2     | Dínamo Zagreb                  | Constant Vanden Stock Stadium, Bruxelas           |
| 13:55                |            | Relatório | 19' (pen) Hajrović · 68' Gojak | Público: 12 137 Árbitro: RUS Vladislav Bezborodov |

| Anderlecht | Dinamo Z. |

| 25 de outubro de 2018 | Anderlecht       | 2 – 2     | Fenerbahçe              | Constant Vanden Stock Stadium, Bruxelas |
| 13:55                 | Bakkali 35', 50' | Relatório | 53' Frey · 57' Kaldırım | Árbitro: BUL Georgi Kabakov             |

| Anderlecht | Fenerbahçe |

| 25 de outubro de 2018 | Spartak Trnava | 1 – 2     | Dínamo Zagreb              | Štadión Antona Malatinského, Trnava |
| 13:55                 | Ghorbani 32'   | Relatório | 64' Gavranović · 77' Oršić | Árbitro: DEN Jakob Kehlet           |

| Spartak T. | Dinamo Z. |

#### Grupo E
| Pos. | Equipe          | Pts | J | V | E | D | GP | GC | SG  |
| ---- | --------------- | --- | - | - | - | - | -- | -- | --- |
| 1    | Arsenal         | 16  | 6 | 5 | 1 | 0 | 12 | 2  | +10 |
| 2    | Sporting        | 13  | 6 | 4 | 1 | 1 | 13 | 3  | +10 |
| 3    | Vorskla Poltava | 3   | 6 | 1 | 0 | 5 | 4  | 13 | -9  |
| 4    | Qarabağ         | 3   | 6 | 1 | 0 | 5 | 2  | 13 | -11 |

|                 | ARS | SCP | QAR | VOR |
| --------------- | --- | --- | --- | --- |
| Arsenal         |     | 0–0 | 1–0 | 4–2 |
| Sporting        | 0–1 |     | 2–0 | 3–0 |
| Qarabağ         | 0–3 | 1–6 |     | 0–1 |
| Vorskla Poltava | 0–3 | 1–2 | 0–1 |     |

Notas:

| 20 de setembro de 2018 | Sporting                  | 2 – 0     | Qarabağ | Estádio José Alvalade, Lisboa                  |
| 16:00                  | Raphinha 54' · Cabral 88' | Relatório |         | Público: 30 098 Árbitro: FRA François Letexier |

| Sporting | Qarabağ |

| 20 de setembro de 2018 | Arsenal                                      | 4 – 2     | Vorskla Poltava               | Emirates Stadium, Londres                   |
| 16:00                  | Aubameyang 32', 56' · Welbeck 48' · Özil 74' | Relatório | 77' Chesnakov · 90+3' Sharpar | Público: 59 039 Árbitro: BEL Bart Vertenten |

| Arsenal | Vorskla P. |

| 4 de outubro de 2018 | Vorskla Poltava | 1 – 2     | Sporting                     | Estádio Oleksiy Butovsky Vorskla, Poltava     |
| 13:55                | Kulach 10'      | Relatório | 90+1' Montero · 90+3' Cabral | Público: 10 082 Árbitro: MNE Nikola Dabanović |

| Vorskla P. | Sporting |

| 4 de outubro de 2018 | Qarabağ | 0 – 3     | Arsenal                                              | Estádio Olímpico de Baku, Baku            |
| 13:55                |         | Relatório | 4' Papastathopoulos · 53' Smith Rowe · 80' Guendouzi | Público: 63 412 Árbitro: ITA Davide Massa |

| Qarabağ | Arsenal |

| 25 de outubro de 2018 | Qarabağ | 0 – 1     | Vorskla Poltava | Estádio Olímpico de Baku, Baku |
| 13:55                 |         | Relatório | 48' Kulach      | Árbitro: ISR Roi Reinshreiber  |

| Qarabağ | Vorskla P. |

| 25 de outubro de 2018 | Sporting | 0 – 1     | Arsenal     | Estádio José Alvalade, Lisboa |
| 13:55                 |          | Relatório | 78' Welbeck | Árbitro: SVN Damir Skomina    |

| Sporting | Arsenal |

#### Grupo F
| Pos. | Equipe        | Pts | J | V | E | D | GP | GC | SG  |
| ---- | ------------- | --- | - | - | - | - | -- | -- | --- |
| 1    | Betis         | 12  | 6 | 3 | 3 | 0 | 7  | 2  | +5  |
| 2    | Olympiacos    | 10  | 6 | 3 | 1 | 2 | 11 | 6  | +5  |
| 3    | Milan         | 10  | 6 | 3 | 1 | 2 | 12 | 9  | +3  |
| 4    | F91 Dudelange | 1   | 6 | 0 | 1 | 5 | 3  | 16 | -13 |

|               | OLY | ACM | BTS | DUD |
| ------------- | --- | --- | --- | --- |
| Olympiacos    |     | 3–1 | 0–0 | 5–1 |
| Milan         | 3–1 |     | 1–2 | 5–2 |
| Betis         | 1–0 | 1–1 |     | 3–0 |
| F91 Dudelange | 0–2 | 0–1 | 0–0 |     |

| 20 de setembro de 2018 | F91 Dudelange | 0 – 1     | Milan       | Stade Josy Barthel, Cidade de Luxemburgo     |
| 16:00                  |               | Relatório | 59' Higuaín | Público: 7 983 Árbitro: SRB Srdjan Jovanović |

| F91 Dudelange | Milan |

| 20 de setembro de 2018 | Olympiacos | 0 – 0     | Betis | Estádio Karaiskákis, Pireu                    |
| 16:00                  |            | Relatório |       | Público: 28 650 Árbitro: POL Daniel Stefanski |

| Olympiacos | Real Betis |

| 4 de outubro de 2018 | Betis                                   | 3 – 0     | F91 Dudelange | Estádio Benito Villamarín, Sevilha         |
| 13:55                | Sanabria 56' · Lo Celso 80' · Tello 88' | Relatório |               | Público: 40 133 Árbitro: SCO Andrew Dallas |

| Real Betis | F91 Dudelange |

| 4 de outubro de 2018 | Milan                          | 3 – 1     | Olympiacos   | San Siro, Milão                           |
| 13:55                | Cutrone 70', 79' · Higuaín 76' | Relatório | 14' Guerrero | Público: 22 294 Árbitro: SCO Bobby Madden |

| Milan | Olympiacos |

| 25 de outubro de 2018 | Milan       | 1 – 2     | Betis                       | San Siro, Milão          |
| 13:55                 | Cutrone 83' | Relatório | 30' Sanabria · 55' Lo Celso | Árbitro: NED Bas Nijhuis |

| Milan | Real Betis |

| 25 de outubro de 2018 | F91 Dudelange | 0 – 2     | Olympiacos                          | Stade Josy Barthel, Cidade de Luxemburgo |
| 13:55                 |               | Relatório | 66' Torosidis · 81' (g.c.) Jordanov | Árbitro: TUR Hüseyin Göçek               |

| F91 Dudelange | Olympiacos |

#### Grupo G
| Pos. | Equipe         | Pts | J | V | E | D | GP | GC | SG |
| ---- | -------------- | --- | - | - | - | - | -- | -- | -- |
| 1    | Villarreal     | 10  | 6 | 2 | 4 | 0 | 12 | 5  | +7 |
| 2    | Rapid Viena    | 10  | 6 | 3 | 1 | 2 | 6  | 9  | -3 |
| 3    | Rangers        | 6   | 6 | 1 | 3 | 2 | 8  | 11 | -3 |
| 4    | Spartak Moscou | 5   | 6 | 1 | 2 | 3 | 8  | 9  | -1 |

|                | VLR | RPD | SPM | RAN |
| -------------- | --- | --- | --- | --- |
| Villarreal     |     | 5–0 | 2–0 | 2–2 |
| Rapid Wien     | 0–0 |     | 2–0 | 1–0 |
| Spartak Moscou | 3–3 | 1–2 |     | 4–3 |
| Rangers        | 0–0 | 3–1 | 0–0 |     |

| 20 de setembro de 2018 | Villarreal            | 2 – 2     | Rangers                    | Estádio de La Cerámica, Villarreal         |
| 13:55                  | Bacca 1' · Gerard 69' | Relatório | 67' Arfield · 76' Lafferty | Público: 15 982 Árbitro: ROU István Kovács |

| Villarreal | Rangers |

| 20 de setembro de 2018 | Rapid Viena                     | 2 – 0     | Spartak Moscou | Allianz Stadion, Viena                   |
| 13:55                  | Timofeyev 50' (g.c.) · Murg 68' | Relatório |                | Público: 21 400 Árbitro: SUI Alain Bieri |

| Rapid Viena | Sp. Moscou |

| 4 de outubro de 2018 | Spartak Moscou                         | 3 – 3     | Villarreal                                          | Arena Otkrytie, Moscou                      |
| 16:00                | Zé Luís 34' (pen), 82' · Melgarejo 85' | Relatório | 13' Toko Ekambi · Fornals 49' · 90+6' (pen) Cazorla | Público: 21 264 Árbitro: GER Daniel Siebert |

| Sp. Moscou | Villarreal |

| 4 de outubro de 2018 | Rangers                                  | 3 – 1     | Rapid Viena | Ibrox Stadium, Glasgow                    |
| 16:00                | Morelos 44', 90+4' · Tavernier 84' (pen) | Relatório | 42' Berisha | Público: 47 534 Árbitro: FRA Ruddy Buquet |

| Rangers | Rapid Viena |

| 25 de outubro de 2018 | Rangers | 0 – 0     | Spartak Moscou | Ibrox Stadium, Glasgow  |
| 16:00                 |         | Relatório |                | Árbitro: NED Kevin Blom |

| Rangers | Sp. Moscou |

| 25 de outubro de 2018 | Villarreal                                                               | 5 – 0     | Rapid Viena | Estádio de La Cerámica, Villarreal |
| 16:00                 | Fornals 26' · Toko Ekambi 30' · Barać 45' (g.c.) · Raba 63' · Gerard 85' | Relatório |             | Árbitro: TUR Halis Özkahya         |

| Villarreal | Rapid Viena |

#### Grupo H
| Pos. | Equipe                 | Pts | J | V | E | D | GP | GC | SG  |
| ---- | ---------------------- | --- | - | - | - | - | -- | -- | --- |
| 1    | Eintracht Frankfurt    | 18  | 6 | 6 | 0 | 0 | 17 | 5  | +12 |
| 2    | Lazio                  | 9   | 6 | 3 | 0 | 3 | 9  | 11 | -2  |
| 3    | Apollon Limassol       | 7   | 6 | 2 | 1 | 3 | 10 | 10 | 0   |
| 4    | Olympique de Marseille | 1   | 6 | 0 | 1 | 5 | 6  | 16 | -10 |

|                        | LAZ | OM  | EIN | APO |
| ---------------------- | --- | --- | --- | --- |
| Lazio                  |     | 2–1 | 1–3 | 2–1 |
| Olympique de Marseille | 1–3 |     | 1–2 | 3–1 |
| Eintracht Frankfurt    | 4–1 | 4–0 |     | 2–0 |
| Apollon Limassol       | 2–0 | 2–2 | 2–3 |     |

Notas:

| 20 de setembro de 2018 | Olympique de Marseille | 1 – 2     | Eintracht Frankfurt   | Stade Vélodrome, Marselha         |
| 13:55                  | Ocampos 3'             | Relatório | 52' Torró · 89' Jović | Público: 0 Árbitro: SVN Matej Jug |

| O. Marseille | E. Frankfurt |

| 20 de setembro de 2018 | Lazio                                 | 2 – 1     | Apollon Limassol | Estádio Olímpico de Roma, Roma              |
| 13:55                  | Luis Alberto 14' · Immobile 84' (pen) | Relatório | 87' Zelaya       | Público: 11 898 Árbitro: AZE Aliyar Aghayev |

| Lazio | Apollon |

| 4 de outubro de 2018 | Apollon Limassol          | 2 – 2     | Olympique de Marseille       | Estádio GSP, Nicósia                       |
| 16:00                | Marković 74' · Zelaya 90' | Relatório | 50' Payet · 67' Luiz Gustavo | Público: 3 031 Árbitro: AUT Harald Lechner |

| Apollon | O. Marseille |

| 4 de outubro de 2018 | Eintracht Frankfurt                         | 4 – 1     | Lazio      | Waldstadion, Frankfurt                        |
| 16:00                | da Costa 4', 90+4' · Kostić 28' · Jović 52' | Relatório | 23' Parolo | Público: 47 000 Árbitro: NED Serdar Gözübüyük |

| E. Frankfurt | Lazio |

| 25 de outubro de 2018 | Eintracht Frankfurt     | 2 – 0     | Apollon Limassol | Waldstadion, Frankfurt     |
| 16:00                 | Kostić 13' · Haller 32' | Relatório |                  | Árbitro: RUS Sergei Ivanov |

| E. Frankfurt | Apollon |

| 25 de outubro de 2018 | Olympique de Marseille | 1 – 3     | Lazio                                   | Stade Vélodrome, Marselha      |
| 16:00                 | Payet 86'              | Relatório | 10' Wallace · 59' Caicedo · 90' Marušić | Árbitro: ESP Jesús Gil Manzano |

| O. Marseille | Lazio |

#### Grupo I
| Pos. | Equipe          | Pts | J | V | E | D | GP | GC | SG |
| ---- | --------------- | --- | - | - | - | - | -- | -- | -- |
| 1    | Genk            | 11  | 6 | 3 | 2 | 1 | 14 | 8  | +6 |
| 2    | Malmö           | 9   | 6 | 2 | 3 | 1 | 7  | 6  | +1 |
| 3    | Beşiktaş        | 7   | 6 | 2 | 1 | 3 | 9  | 13 | -4 |
| 4    | Sarpsborg 08 FF | 5   | 6 | 1 | 2 | 3 | 8  | 10 | -2 |

|                 | BJK | GNK | MAL | Sarpsborg 08 FF |
| --------------- | --- | --- | --- | --------------- |
| Beşiktaş        |     | 2–4 | 0–4 | 3–1             |
| Genk            | 1–1 |     | 2–0 | 1–0             |
| Malmö           | 2–0 | 2–2 |     | 1–1             |
| Sarpsborg 08 FF | 2–3 | 3–1 | 1–1 |                 |

Notas:

| 20 de setembro de 2018 | Beşiktaş                        | 3 – 1     | Sarpsborg 08 FF    | Arena Vodafone, Istambul                  |
| 13:55                  | Babel 51' · Roco 69' · Lens 82' | Relatório | 90+4' Zachariassen | Público: 24 955 Árbitro: HUN Tamás Bognar |

| Beşiktaş | Sarpsborg 08 |

| 20 de setembro de 2018 | Genk                       | 2 – 0     | Malmö | Luminus Arena, Genk                        |
| 13:55                  | Trossard 37' · Samatta 71' | Relatório |       | Público: 11 590 Árbitro: RUS Aleksei Eskov |

| Genk | Malmö |

| 04 de outubro de 2018 | Malmö                                  | 2 – 0     | Beşiktaş | Stadion, Malmö                                  |
| 16:00                 | Erkin 53' (g.c.) · Rosenberg 76' (pen) | Relatório |          | Público: 17 174 Árbitro: MKD Aleksandar Stavrev |

| Malmö | Beşiktaş |

| 04 de outubro de 2018 | Sarpsborg 08 FF                      | 3 – 1     | Genk         | Sarpsborg Stadion, Sarpsborg           |
| 16:00                 | Mortensen 6', 63' · Zachariassen 54' | Relatório | 49' Trossard | Público: 7 885 Árbitro: CRO Ivan Bebek |

| Sarpsborg 08 | Genk |

| 25 de outubro de 2018 | Sarpsborg 08 FF | 1 – 1     | Malmö        | Sarpsborg Stadion, Sarpsborg  |
| 16:00                 | Halvorsen 87'   | Relatório | 79' Vindheim | Árbitro: POL Paweł Raczkowski |

| Sarpsborg 08 | Malmö |

| 25 de outubro de 2018 | Beşiktaş             | 2 – 4     | Genk                                             | Arena Vodafone, Istambul      |
| 16:00                 | Vágner Love 74', 86' | Relatório | 23', 70' Samatta · 81' Ndongala · 83' Piotrowski | Árbitro: POL Daniel Stefanski |

| Beşiktaş | Genk |

#### Grupo J
| Pos. | Equipe            | Pts | J | V | E | D | GP | GC | SG  |
| ---- | ----------------- | --- | - | - | - | - | -- | -- | --- |
| 1    | Sevilla           | 12  | 6 | 4 | 0 | 2 | 18 | 6  | +12 |
| 2    | Krasnodar         | 12  | 6 | 4 | 0 | 2 | 8  | 8  | +0  |
| 3    | Standard de Liège | 10  | 6 | 3 | 1 | 2 | 7  | 9  | -2  |
| 4    | Akhisarspor       | 1   | 6 | 0 | 1 | 5 | 4  | 14 | -10 |

|                   | SEV | KRA | STD | AKH |
| ----------------- | --- | --- | --- | --- |
| Sevilla           |     | 3–0 | 5–1 | 6–0 |
| Krasnodar         | 2–1 |     | 2–1 | 2–1 |
| Standard de Liège | 1–0 | 2–1 |     | 2–1 |
| Akhisarspor       | 2–3 | 0-1 | 0–0 |     |

Notas:

| 20 de setembro de 2018 | Sevilla                                                  | 5 – 1     | Standard de Liège | Ramón Sánchez Pizjuán, Sevilha                 |
| 13:55                  | Banega 8', 74' (pen) · Vázquez 41' · Ben Yedder 49', 70' | Relatório | 39' Djenepo       | Público: 30 003 Árbitro: LTU Gediminas Mažeika |

| Sevilla | Standard |

| 20 de setembro de 2018 | Akhisarspor | 0 – 1     | Krasnodar    | Spor Toto Akhisar Stadium, Akhisar           |
| 13:55                  |             | Relatório | 26' Claesson | Público: 6 555 Árbitro: FIN Ville Nevalainen |

| Akhisarspor | Krasnodar |

| 04 de outubro de 2018 | Krasnodar                     | 2 – 0     | Sevilla           | Krasnodar Stadium, Krasnodar                      |
| 16:00                 | Pereyra 72' · Okriashvili 88' | Relatório | 43' (g.c.) Kaboré | Público: 31 346 Árbitro: SWE Martin Strömbergsson |

| Krasnodar | Sevilla |

| 04 de outubro de 2018 | Standard de Liège       | 2 – 1     | Akhisarspor | Estádio de Sclessin, Liège                         |
| 16:00                 | Emond 17' · Djenepo 40' | Relatório | 32' Ayık    | Público: 8 233 Árbitro: AUT Manuel Schuettengruber |

| Standard | Akhisarspor |

| 25 de outubro de 2018 | Standard de Liège        | 2 – 1     | Krasnodar | Estádio de Sclessin, Liège |
| 16:00                 | Emond 47' · Laifis 90+3' | Relatório | 39' Ari   | Árbitro: ITA Marco Guida   |

| Standard | Krasnodar |

| 25 de outubro de 2018 | Sevilla                                                                               | 6 – 0     | Akhisarspor | Ramón Sánchez Pizjuán, Sevilha |
| 16:00                 | Mesa 7' · Sarabia 9' (pen) · Lukač 35' (g.c.) · Muriel 50' · Promes 60' · Mercado 67' | Relatório |             | Árbitro: SCO Kevin Clancy      |

| Sevilla | Akhisarspor |

#### Grupo K
| Pos. | Equipe         | Pts | J | V | E | D | GP | GC | SG |
| ---- | -------------- | --- | - | - | - | - | -- | -- | -- |
| 1    | Dínamo de Kiev | 11  | 6 | 3 | 2 | 1 | 10 | 7  | +3 |
| 2    | Rennes         | 9   | 6 | 3 | 0 | 3 | 7  | 8  | -1 |
| 3    | Astana         | 8   | 6 | 2 | 2 | 2 | 7  | 7  | 0  |
| 4    | Jablonec       | 5   | 6 | 1 | 2 | 3 | 6  | 8  | -2 |

|                | DK  | AST | REN | JAB |
| -------------- | --- | --- | --- | --- |
| Dínamo de Kiev |     | 2–2 | 3–1 | 0–1 |
| Astana         | 0–1 |     | 2–0 | 2–1 |
| Rennes         | 1–2 | 2–0 |     | 2–1 |
| Jablonec       | 2–2 | 1–1 | 0–1 |     |

| 20 de setembro de 2018 | Rennes                          | 2 – 1     | Jablonec    | Roazhon Park, Rennes                           |
| 13:55                  | Sarr 31' · Ben Arfa 90+1' (pen) | Relatório | 54' Trávník | Público: 20 628 Árbitro: NOR Ola Hobber Nilsen |

| Rennes | Jablonec 97 |

| 20 de setembro de 2018 | Dínamo de Kiev                | 2 – 2     | Astana                        | Estádio Olímpico de Kiev, Kiev             |
| 13:55                  | Tsygankov 11' · Garmash 45+1' | Relatório | 21' Aničić · 90+5' Murtazayev | Público: 21 783 Árbitro: TUR Halis Özkahya |

| Dinamo K. | Astana |

| 04 de outubro de 2018 | Astana                          | 2 – 0     | Rennes | Astana Arena, Astana                            |
| 11:50                 | Zainutdinov 64' · Tomasov 90+1' | Relatório |        | Público: 25 302 Árbitro: FIN Mattias Gestranius |

| Astana | Rennes |

| 04 de outubro de 2018 | Jablonec                  | 2 – 2     | Dínamo de Kiev             | Stadion Střelnice, Jablonec nad Nisou            |
| 16:00                 | Hovorka 33' · Trávník 81' | Relatório | 8' Tsygankov · 14' Garmash | Público: 5 077 Árbitro: BEL Sébastien Delferiere |

| Jablonec 97 | Dinamo K. |

| 25 de outubro de 2018 | Jablonec     | 1 – 1     | Astana             | Stadion Střelnice, Jablonec nad Nisou |
| 16:00                 | Považanec 4' | Relatório | 11' Pedro Henrique | Árbitro: AUT Robert Schörgenhofer     |

| Jablonec 97 | Astana |

| 25 de outubro de 2018 | Rennes      | 1 – 2     | Dínamo de Kiev               | Roazhon Park, Rennes      |
| 16:00                 | Grenier 41' | Relatório | 21' Kędziora · 89' Buyalskiy | Árbitro: HUN Tamás Bognar |

| Rennes | Dinamo K. |

#### Grupo L
| Pos. | Equipe       | Pts | J | V | E | D | GP | GC | SG |
| ---- | ------------ | --- | - | - | - | - | -- | -- | -- |
| 1    | Chelsea      | 16  | 6 | 5 | 1 | 0 | 12 | 3  | +9 |
| 2    | BATE Borisov | 9   | 6 | 3 | 0 | 3 | 9  | 9  | 0  |
| 3    | MOL Vidi     | 7   | 6 | 2 | 1 | 3 | 5  | 7  | -2 |
| 4    | PAOK         | 3   | 6 | 1 | 0 | 5 | 5  | 12 | -7 |

|              | CHE | PAO | BTE | VID |
| ------------ | --- | --- | --- | --- |
| Chelsea      |     | 4–0 | 3–1 | 1–0 |
| PAOK         | 0–1 |     | 1–3 | 0–2 |
| BATE Borisov | 0–1 | 1–4 |     | 2–0 |
| MOL Vidi     | 2–2 | 1–0 | 0–2 |     |

| 20 de setembro de 2018 | PAOK | 0 – 1     | Chelsea    | Estádio Toumba, Salonica                              |
| 13:55                  |      | Relatório | Willian 7' | Público: 10 527 Árbitro: ESP Alberto Undiano Mallenco |

| PAOK | Chelsea |

| 20 de setembro de 2018 | MOL Vidi | 0 – 2     | BATE Borisov                 | Groupama Arena, Budapeste                                  |
| 13:55                  |          | Relatório | 27' Tuominen · 85' Filipenko | Público: 14 726 Árbitro: DEN Mads-Kristoffer Kristoffersen |

| MOL Vidi | BATE Borisov |

| 04 de outubro de 2018 | BATE Borisov      | 1 – 4     | PAOK                                         | Borisov Arena, Borisov                            |
| 16:00                 | Crespo 61' (g.c.) | Relatório | 6' Prijović · 11', 17' Léo Jabá · 73' Pelkas | Público: 10 527 Árbitro: AUT Robert Schörgenhofer |

| BATE Borisov | PAOK |

| 04 de outubro de 2018 | Chelsea    | 1 – 0     | MOL Vidi | Stamford Bridge, Londres                      |
| 16:00                 | Morata 70' | Relatório |          | Público: 39 925 Árbitro: CZE Miroslav Zelinka |

| Chelsea | MOL Vidi |

| 25 de outubro de 2018 | Chelsea                  | 3 – 1     | BATE Borisov | Stamford Bridge, Londres     |
| 16:00                 | Loftus-Cheek 2', 8', 54' | Relatório | 80' Rios     | Árbitro: ITA Paolo Mazzoleni |

| Chelsea | BATE Borisov |

| 25 de outubro de 2018 | PAOK | 0 – 2     | MOL Vidi                 | Estádio Toumba, Salonica       |
| 16:00                 |      | Relatório | 12' Huszti · 45' Stopira | Árbitro: UKR Yevhen Aranovskiy |

| PAOK | MOL Vidi |